# Notoxus albrechti
Notoxus albrechti es una especie de coleóptero de la familia Anthicidae.

## Distribución geográfica
Habita en Sudáfrica.